# Lijst van voetbalinterlands Benin - Sierra Leone (vrouwen)
Deze lijst van voetbalinterlands is een overzicht van alle officiële voetbalinterlands tussen de nationale vrouwenteams van Benin en Sierra Leone. De landen hebben tot nu toe twee keer tegen elkaar gespeeld.

## Wedstrijden
| № | Plaats      | Datum            | Competitie                                | Wedstrijd            | Uitslag |
| - | ----------- | ---------------- | ----------------------------------------- | -------------------- | ------- |
| 1 | Lomé        | 20 februari 2025 | Afrikaans kampioenschap 2026 kwalificatie | Benin − Sierra Leone | 2 − 1   |
| 2 | Paynesville | 24 februari 2025 | Afrikaans kampioenschap 2026 kwalificatie | Sierra Leone − Benin | 1 − 3   |

## Samenvatting
| Competitie                           | Totaal gespeeld | Winst Benin | Gelijk | Winst Sierra Leone | Doelsaldo Benin – Sierra Leone |
| ------------------------------------ | --------------- | ----------- | ------ | ------------------ | ------------------------------ |
| Afrikaans kampioenschap kwalificatie | 2               | 2           | 0      | 0                  | 5 − 2                          |
| Totaal                               | 2               | 2           | 0      | 0                  | 5 − 2                          |